# 12056 Yoshigeru
12056 Yoshigeru eller 1997 YS11 är en asteroid i huvudbältet som upptäcktes den 30 december 1997 av den japanska astronomen Takao Kobayashi vid Ōizumi-observatoriet. Den är uppkallad efter den japanske läkaren Yoshida Shigeru.
Den tillhör asteroidgruppen Levin.